# Florin Motroc
Florin Motroc, né le 8 août 1967 à Bucarest, est un footballeur roumain reconverti entraîneur. Il est actuellement entraîneur du Al Ramtha Sports Club.
Son père, Ion Motroc, est aussi footballeur professionnel.

## Biographie

### Carrière de joueur
Il joue cinq matchs en Coupe de l'UEFA avec le club du Rapid Bucarest.

## Palmarès
| Rapid Bucarest - Coupe de Roumanie - Finaliste : 1994-95 Sheriff Tiraspol - Coupe de Moldavie - Vainqueur : 1998-99 |  | \| Shabab Al-Ordon - Championnat de Jordanie - Champion : 2012-13 - Supercoupe de Jordanie - Vainqueur : 2013 Riffa Club - Championnat de Bahreïn - Champion : 2013-14 - Coupe de la Fédération - Vainqueur : 2014 - Supercoupe de Bahreïn - Finaliste : 2014 \| \| Kazma SC - Coupe de la Fédération du Koweït - Vainqueur : 2015-16 - Coupe du Koweït - Finaliste : 2016-17 Dhofar Club - Supercoupe d'Oman - Vainqueur : 2017 \| \| \| |  |  |
| Shabab Al-Ordon - Championnat de Jordanie - Champion : 2012-13 - Supercoupe de Jordanie - Vainqueur : 2013 Riffa Club - Championnat de Bahreïn - Champion : 2013-14 - Coupe de la Fédération - Vainqueur : 2014 - Supercoupe de Bahreïn - Finaliste : 2014 |  | Kazma SC - Coupe de la Fédération du Koweït - Vainqueur : 2015-16 - Coupe du Koweït - Finaliste : 2016-17 Dhofar Club - Supercoupe d'Oman - Vainqueur : 2017 |  |  |